# Он-Эки-Бель
Он-Эки-Бель (кирг. Он Эки-Бел) — село в Кыргызстане. Входит в Ноокатский район Ошской области Кыргызстана.
Административный центр Он-Эки-Бельского аильного округа.
Расположено на юго-западе Кыргызстана юго-западнее столицы республики г. Бишкек в 7 км северо-западнее с. Коджо-Арык.
По переписи 2022 года население села составляло 2008 жителей.